# Damernas barr i gymnastik vid olympiska sommarspelen 2008
Damernas barr i gymnastik vid olympiska sommarspelen 2008 avgjordes den 18 augusti.

## Medaljörer
| Gren          | Guld          | Silver            | Brons           |
| Damernas barr | He Kexin Kina | Nastia Liukin USA | Yang Yilin Kina |

## Final
| Placering | Gymnast                 | A-poäng | B-poäng | Straff | Totalt |
| --------- | ----------------------- | ------- | ------- | ------ | ------ |
|           | He Kexin (CHN)          | 7,700   | 9,025   |        | 16,725 |
|           | Nastia Liukin (USA)     | 7,700   | 9,025   |        | 16,725 |
|           | Yang Yilin (CHN)        | 7,700   | 8,950   |        | 16,650 |
| 4         | Beth Tweddle (GBR)      | 7,800   | 8,825   |        | 16,625 |
| 5         | Anastasija Koval (UKR)  | 7,300   | 9,075   |        | 16,375 |
| 6         | Ksenija Semjonova (RUS) | 7,400   | 8,925   |        | 16,325 |
| 7         | Steliana Nistor (ROU)   | 7,000   | 8,575   |        | 15,575 |
| 8         | Darija Zhoba (UKR)      | 7,100   | 7,875   | 0,100  | 14,875 |

### Tiebreaker
|               | 1   | 2   | 3   | 4   | Genomsnitt |
| ------------- | --- | --- | --- | --- | ---------- |
| Nastia Liukin | 9,1 | 9,0 | 9,0 | 9,0 | 9,025      |
| He Kexin      | 9,1 | 9,1 | 9,0 | 8,9 | 9,025      |

|               | 1   | 2   | 3   | 4   | Genomsnitt |
| ------------- | --- | --- | --- | --- | ---------- |
| Nastia Liukin | 9,1 | 9,0 | 9,0 | 9,0 | 9,033      |
| He Kexin      | 9,1 | 9,1 | 9,0 | 8,9 | 9,066      |

## Kvalificerade tävlande
| Placering | Gymnast                 | A-poäng | B-poäng | Straff | Totalt |
| --------- | ----------------------- | ------- | ------- | ------ | ------ |
| 1         | Yang Yilin (CHN)        | 7,700   | 8,950   |        | 16,650 |
| 2         | Ksenija Semjonova (RUS) | 7,400   | 9,075   |        | 16,475 |
| 3         | Anastasija Koval (UKR)  | 7,300   | 9,025   |        | 16,325 |
| 4         | Steliana Nistor (ROU)   | 7,300   | 8,675   |        | 15,975 |
| 5         | Nastia Liukin (USA)     | 7,700   | 8,250   |        | 15,950 |
| 6         | He Kexin (CHN)          | 7,500   | 8,225   |        | 15,725 |
| 7         | Darija Zhoba (UKR)      | 6,900   | 8,875   | 0,100  | 15,675 |
| 8         | Elisabeth Tweddle (GBR) | 7,600   | 8,050   |        | 15,650 |